# Lancelot chevalier de la reine
Pour les articles homonymes, voir Lancelot.
Pour plus de détails, voir Fiche technique et Distribution.
Lancelot chevalier de la reine (titre original : Lancelot and Guinevere) est un film britannique réalisé par Cornel Wilde, sorti en 1963.

## Fiche technique
- Titre original : Lancelot and Guinevere
- Titre français : Lancelot chevalier de la reine
- Réalisation : Cornel Wilde
- Scénario : Cornel Wilde et Richard Schayer
- Photographie : Harry Waxman
- Montage : Frederick Wilson
- Musique : Ron Goodwin
- Production : Bernard Luber, Cornel Wilde
- Pays d'origine : Royaume-Uni
- Format : Couleurs - 2,35:1 - Mono
- Durée : 116 minutes
- Date de sortie : 
  - Royaume-Uni : 2 juin 1963
  - États-Unis : 5 juin 1963
  - France : 16 avril 1964

## Distribution
- Cornel Wilde (VF : René Arrieu) : Lancelot du Lac
- Jean Wallace (VF : Jeanine Freson) : Guenièvre
- Brian Aherne (VF : Georges Aminel) : Roi Arthur
- George Baker (VF : Jacques Degor) : Gauvain
- Archie Duncan (VF : René Blancard) : Lamorak de Gulis
- Adrienne Corri : Fée Viviane
- Michael Meacham : Mordred
- Iain Gregory : Tors
- Mark Dignam (VF : Georges Hubert) : Merlin
- Reginald Beckwith (VF : Pierre Leproux) : Dagonet
- Walter Gotell (VF : Jacques Deschamps) : Cedric
- Joseph Tomelty (VF : Jacques Hilling) : Sir Kaye
- John Barrie (VF : Émile Duard) : Bédivère
- Bob Bryan (VF : Pierre Collet) : le comte Dorjak
- Christopher Rhodes (VF : Jean Clarieux) : Ulfus
- Peter Prowse (VF : Claude Bertrand) : Brandagorus
- John Longden (VF : Charles Millot) : Léodagan (non crédité)